# Ernst Otto Hopp
Ernst Otto Hopp (* 1. Oktober 1841 in Abtshagen, Vorpommern; † Juli 1910 in München) war ein deutscher Schriftsteller und Journalist.

## Leben
Ernst Otto Hopp wuchs auf dem Gut Stedar auf der Insel Rügen auf und besuchte die Gymnasien in Stralsund und Neuruppin. Ab 1860 studierte er an der Universität Breslau, dann an der Königlichen Universität zu Greifswald und der Friedrich-Wilhelms-Universität zu Berlin. 1861 war er in der studentischen Verbindung Corps Lusatia Breslau und danach im Corps Neoborussia Berlin aktiv.
Seit 1866 lebte Ernst Otto Hopp in den Vereinigten Staaten, wo er als Journalist arbeitete und zuletzt als Lehrer an der Grammar School 19 in New York City unterrichtete. In dieser Zeit unternahm er auch Reisen nach Kalifornien, Florida, Kuba und Bermuda.
1875 kehrte Hopp nach Deutschland zurück und lebte zunächst auf dem väterlichen Gut in Falkenburg bei Bromberg. Dort schrieb er einige Bücher über seinen Aufenthalt in den Vereinigten Staaten. Dann gründete er in Bromberg die Ostdeutsche Presse, die er über mehrere Jahre leitete.
Seit 1881 lebte Ernst Otto Hopp in Berlin als Redakteur des Deutschen/Schorerschen Familienblattes und der 1882 von ihm begründeten Wochenschrift Das Echo, bis 1885.
Seit 1894 war er als Redakteur bei der Westdeutschen Zeitung in Elberfeld und seit 1896 beim General-Anzeiger der Stadt Mannheim tätig. Anschließend kehrte er nach Berlin zurück und lebte dann in München.

## Schriften (Auswahl)
Ernst Otto Hopp veröffentlichte einige Bücher über die USA sowie Aufsätze und Novellen in Zeitschriften.
- Transatlantische Stimmen. Ein Liedercyklus. Stuttgart 1876.
- Transatlantisches Skizzenbuch. Federzeichnungen aus dem amerikanischen Leben. Berlin 1876.
- Unter dem Sternenbanner. Streifzüge in das Leben und die Literatur der Amerikaner. Bromberg 1877.
- Geschichte der Vereinigten Staaten von Nordamerika, 3 Bände, Leipzig 1884–1886.
- In der großen Stadt. Berlin 1885.
- Bundesstaat und Bundeskrieg in Nordamerika (= Allgemeine Geschichte in Einzeldarstellungen), Berlin 1886.